# Chiesa di Sant'Andrea de Biberatica

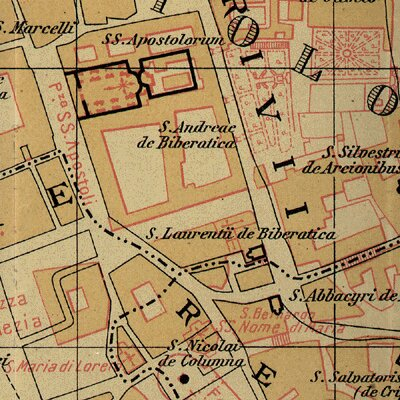

La chiesa di Sant'Andrea de Biberatica di Roma, era un monastero femminile ora scomparso, posto nel rione Trevi e situato nella contrada detta Biberatica alle falde del colle Quirinale, nell'odierna via della Pilotta.
Nei documenti antichi è menzionato con appellativi diversi, frutto per lo più di storpiature del toponimo originale: de beveratica, de veneratica, in liberatica o de viperatica. Quest'ultima dizione ha portato il Gregorovius ad interpretare la sua origine dal nome dei rettili di cui, sembra, fosse infestata la zona; oppure da qualche manufatto antico riproducente il serpente. L'Armellini e l'Hülsen invece respingono questa interpretazione, in quanto il toponimo Biberatica era utilizzato nel Medioevo ad indicare la zona del colle Quirinale dove oggi si trova la basilica dei Santi XII Apostoli: il nome deriva dalla presenza di sorgenti nel sottosuolo. Inoltre il medesimo toponimo è utilizzato nei cataloghi antichi per almeno altre due chiese della zona: San Lorenzo de Biberatica e San Silvestro in Biberatica. È ricordato anche col nome di Sant'Andrea de viculo, da un viottolo adiacente.
La chiesa, con l'annesso monastero, è menzionata per la prima volta nel Liber Pontificalis, nella biografia di papa Leone III (795-816): S. Andreae quod ponitur iuxta SS. Apostolorum. Altri documenti papali menzionano la chiesa fino al XIV secolo, abitata da monache benedettine. Poi la chiesa probabilmente andò in rovina, perché non è citata nei cataloghi del XV secolo, essendo state trasferite le monache rimaste già nel 1417, mentre ritorna ad essere ricordata in un catalogo del 1555 col nome di S. Andreae prope sanctos Apostolos regione Trivii, corrispondente alla parte orientale dell'odierno palazzo Colonna. Quanto rimaneva dell'edificio fu concesso nel 1446 da Eugenio IV al cardinale Bessarione per ampliare la dimora cardinalizia poi integrata nel medesimo palazzo. Gli ultimi resti furono probabilmente demoliti nel corso del Cinquecento.
L'Armellini riferisce della tradizione secondo la quale alle monache benedettine era affidata la cura degli agnellini con la cui lana venivano tessuti i pallii che i papa imponevano ai patriarchi e agli arcivescovi.